# 니콜라스 가이탄
오스발도 니콜라스 파비안 "니코" 가이탄(스페인어: Osvaldo Nicolás Fabián "Nico" Gaitán, 1988년 2월 23일 ~ )은 아르헨티나의 축구 선수이다. 보카 주니어스에서 소속되어 있다가 앙헬 디 마리아가 SL 벤피카에서 레알 마드리드로 이적하자, 벤피카에서 앙헬 디 마리아를 대신할 자원으로서 영입하였다. 현재는 파수스드페헤이라에서 뛰고 있다.